# Lavagno
Lavagno ist eine nordostitalienische Gemeinde (comune) in der Provinz Verona in Venetien. Die Gemeinde mit 8643 Einwohnern (Stand 31. Dezember 2023) Der Sitz der Gemeinde befindet sich im Ortsteil San Pietro. Lavagno liegt etwa 11 Kilometer östlich von Verona.

## Geschichte
Im Ortsteil San Briccio deuten Siedlungsfunde auf eine frühere Wüstung der Veneter hin. In der römischen Antike führte die Via Postumia durch das heutige Gemeindegebiet. Noch heute ist der Verlauf ähnlich der Strada regionale 11 Padana Superiore.

## Nachbargemeinden
| San Briccio                        | Mezzane di Sotto                            | Mormontea        |
| San Martino Buon Albergo (Zentrum) | Kompassrose, die auf Nachbargemeinden zeigt | Colonia ai Colli |
| Vago                               | Caldiero                                    | Pieve            |

## Wirtschaft
Die Gegend um Lavagno ist in erster Linie agrarwirtschaftlich geprägt. Hier wird der Arcole angebaut.